# Santo António (São Tomé e Príncipe)
Santo António é a principal cidade da ilha do Príncipe, que faz parte de São Tomé e Príncipe. É a capital do distrito de Pagué, que engloba toda a ilha. A cidade tem uma população aproximada de 1.156 habitantes.
A Ilha do Príncipe é de origem vulcânica e possui uma geografia bastante acidentada. Seu ponto mais alto é o Pico do Príncipe, que alcança 948 metros de altura e está localizado ao sul da ilha. Este pico faz parte do Parque Natural do Ôbo.
A ilha é coberta por uma densa floresta tropical, que abriga uma fauna rara e diversificada. Este ambiente natural é protegido dentro do Parque Natural do Ôbo, contribuindo para a preservação das espécies animais e vegetais únicas da região.
O Aeroporto de Príncipe fica a 3 km ao norte da cidade. Oferece voos para o Aeroporto Internacional de São Tomé, tres vezes por semana.

## Histórico da população
- 1991 (23 de junho, censo): 1.000
- 2000 (16 de junho, censo): 1.010
- 2005 (1 de janeiro, estimativa): 1.156

## História
A cidade de Santo António foi fundada em 1502, no dia 13 de junho, data celebrada em honra a Santo Antônio. Esta nomeação foi uma prática comum entre os portugueses, que costumavam batizar novos territórios com nomes de santos comemorados na data de sua fundação ou descoberta.
A Ilha de Santo Antão, posteriormente chamada de Ilha do Príncipe, foi descoberta em 17 de janeiro de 1471. Inicialmente desabitada, a ilha foi concedida a António Carneiro em 1500, permanecendo sob domínio de sua família por 250 anos. A colonização enfrentou diversos desafios, como crises populacionais, sociais e econômicas, além de problemas graves relacionados à escravidão e pilhagens.
No final do século XV, os portugueses enviaram colonizadores para as ilhas, incluindo condenados e crianças judias separadas de suas famílias e sentenciadas ao degredo. Além disso, trouxeram escravos africanos para trabalhar no cultivo da cana-de-açúcar.
Durante o século XVI, São Tomé e Príncipe tornou-se a maior produtora de açúcar do mundo. No entanto, a competição com as colônias portuguesas no Brasil e as condições climáticas inadequadas para o cultivo de cana-de-açúcar levaram ao declínio desta indústria. Em 1641, os holandeses capturaram o arquipélago durante sete anos, até serem expulsos, durante a guerra luso-holandesa.
Após o colapso da indústria açucareira, a colônia serviu como um entreposto do tráfico de escravos para o Brasil. Em 1695, foi construído o Forte da Ponta da Mina e a primeira alfândega da ilha para apoiar o tráfico negreiro. No entanto, em 1706, corsários franceses atacaram e devastaram a ilha, destruindo a fortaleza.
Devido à decadência, em 1721 foi proclamada a abertura dos portos ao comércio internacional na esperança de recuperar a colônia. Em 1747, um incêndio destruiu parte da povoação. No final do século, em 1799, a ilha foi periodicamente ocupada pelos franceses, obrigando Portugal a celebração de um tratado de paz com a recém-formada república francesa.
No século XIX, a economia da ilha começou a se recuperar com a implantação de roças para o cultivo de cacau e café. Esses produtos tornaram-se valiosos para exportação, e nas primeiras duas décadas do século XX, o país tornou-se o maior produtor mundial de cacau.

## Esportes
A cidade tem a única instalação desportiva da ilha, o Estádio Regional 13 de Junho. A instalação é o lar dos clubes de futebol Sporting Clube do Príncipe e GD Os Operários.